# Золотой конёк
Золотой конёк (лат. Tmetothylacus tenellus) — вид воробьинообразных птиц семейства трясогузковых (Motacillidae). Обитает в Восточной Африке. Это единственный представитель одноимённого рода золотых коньков (Tmetothylacus).

## Описание
Длина птицы составляет 18 см. Взрослого самца, в отличие от большинства коньков, очень легко идентифицировать. Их окраска преимущественно ярко-золотистая, на груди у них чёрная треугольная «манишка», на крыльях и спине чёрные полоски. Окраска самок преимущественно серовато-коричневая, кончики маховых перьев и нижние стороны крыльев у них жёлтые, «воротничок» на груди отсутствует, ноги и клюв светлее. Молодые птицы сходны с самкам, однако грудь у них испещрена тёмными полосками.

## Распространение и экология
Золотые коньки обитают на юге Южного Судана, на юге и востоке Эфиопии, в Сомали, на севере Уганды, на востоке Кении и Танзании. Они живут в саваннах, сухих кустарниковых зарослях и на лугах. Встречаются на высоте до 1000 м над уровнем моря. Залёты этого вида отмечали в Омане, ЮАР и Зимбабве.

## Поведение
Золотые коньки питаются преимущественно насекомыми, которых ловят на земле и среди растительности.